# Битва при Пуэнтесампайо
Битва при Пуэнтесампайо (галис.: Ponte Sampaio; в англоязычной литературе встречается также Битва при Пуэнте Санпайо или Битва при Сан Пайо) произошла в Пуэнтесампайо, Понтеведра, Испания, между 7 и 9 июня 1809 года во время Пиренейской войны, являющейся частью наполеоновских войн. Испанские войска под командованием полковника Пабло Морильо разгромили французские войска маршала Мишеля Нея. Ней и его войска были вынуждены отступить, и наступление французов с целю захвата городов Виго и Понтеведра окончилось неудачей. Сражение ознаменовало окончательный уход французской армии из Галисии и открытие нового фронта.

## Предыстория
Полковник Пабло Морильо был ответственным за сбор и организацию всех имеющихся в районе города Понтеведра сил и превращение их в армию для борьбы с французами. После того, как войска, получившие название División del Miño, были собраны, Морильо получил призыв о помощи от капитана Бернардо Гонсалеса де Валле по прозвищу Кашамунья (исп. Cachamuiña), который подвергся нападению в Виго.
Морильо и Кашамунья решили действовать вместе, и их атака на Виго окончилась успешно, вынудив французский гарнизон сдаться.
После капитуляции города французский гарнизон был посажен на английский корабль, чтобы спасти его от народного гнева. Затем Морильо решил атаковать Марин, где находился французский отряд. С помощью двух английских кораблей испанские войска атаковали город с суши и с моря. Французский гарнизон Марина сбежал и укрылся в Понтеведра.
Решительные действия испанских войск освободили практически всю провинцию Понтеведра, кроме столицы.

## Битва

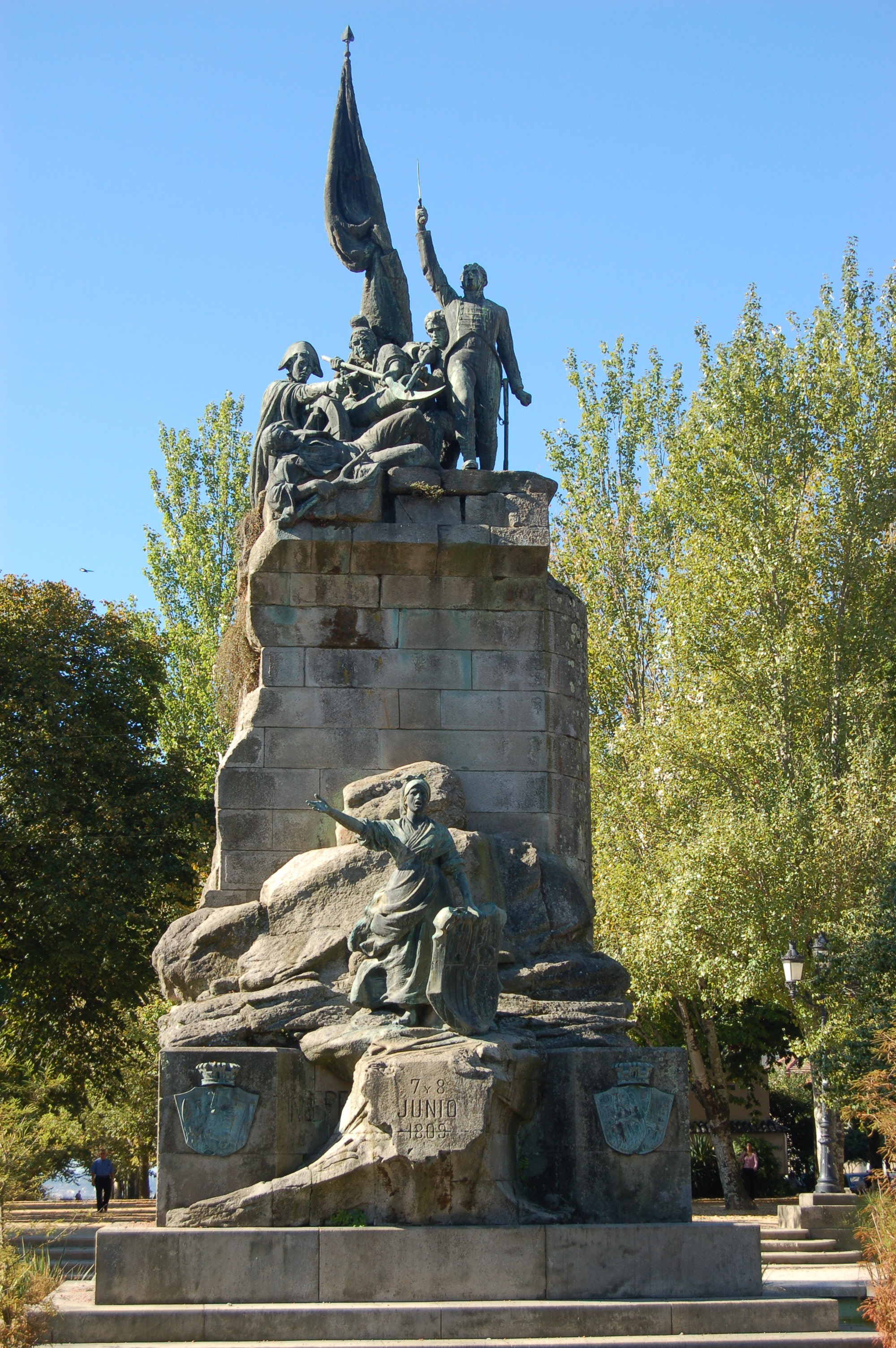
Памятник героям Понтесампайо, установленный в Понтеведра, Галисия.

Морильо, реорганизовав свою армию, решил идти к городу Понтеведра. Узнав о наступлении испанцев, французские войска ушли из Сантьяго-де-Компостела и получили подкрепление от других войск из Ла-Коруньи. После этого Морильо получил приказ отрезать дорогу французам и решил устроить сражение возле Пуэнтесампайо. Испанские войска разрушили две арки моста через реку Вердуго и закрепились на южном берегу с намерением остановить движение корпуса маршала Мишеля Нея. У защитников было две пушки из Марина и три из Редонделы. Командовал обороной прапорщик Хуан О’Догерти Браун.
7 июня маршал Ней во главе 10 тыс. человек начал атаку на разрушенный мост, которая была отбита с большими потерями. На следующий день Ней приказал части своих войск атаковать Калделаш, в десяти километрах выше по реке, где мост не был разрушен. На другой стороне реки крестьяне Моррасо, Понтеведра и Ла-Лама устроили баррикады из камней и стволов деревьев. Битва, как и в Пуэнте Сампайо, была крайне интенсивной и кровопролитной.
9 июня Ней созвал военный совет, на котором было решено отступить. Это было крайне неприятно, потому что французскую армию преследовали партизаны, напавшие и убивавшие отставших солдат. В Луго войска Нея присоединились к войскам маршала Сульта, которым пришлось покинуть Португалию, и в июле 1809 года они все вместе ушли из Галисии.